# System Thuego
System Thuego to system półthueowski (ang. semi-Thue system), w którym wszystkie reguły przepisywania są odwracalne, tj. jeśli {\displaystyle w\rightarrow v} jest regułą, to {\displaystyle v\rightarrow w} również jest regułą.